# داني بيلي
داني بيلي (بالإنجليزية: Danny Bailey)‏ (21 مايو 1964 في المملكة المتحدة - ) هو لاعب كرة قدم بريطاني في مركز الوسط. لعب مع فوريست غرين ونادي إكزتر سيتي ونادي بورنموث ونادي توركي يونايتد ونادي ريدنغ ونادي فارنبوروه ونادي فولهام ونادي سلاو تاون وWeston-super-Mare A.F.C. ‏ ونادي تلفورد يونايتد ونادي باث سيتي وAylesbury United F.C. ‏ وتشيشام يونايتد ‏ وتشبنهام تاون ونادي داغنهام ‏ وStansted F.C. ‏ ونادي ويموث وWare F.C. ‏ وغرايز أتلاتيك ‏ وWembley F.C. ‏ ونادي ويلدستون لكرة القدم وويلينج يونايتد.

## وصلات خارجية
- داني بيلي على موقع قاعدة بيانات كرة القدم.إي يو (الإنجليزية)
- داني بيلي على موقع Soccerbase.com (لاعب) (الإنجليزية)